# Hana Brady
Hana Brady (født 16. maj 1931 i Nové Město, død 23. oktober 1944 i Oświęcim, Polen) var en jødisk pige og holocaustoffer.
Bradys liv er blevet beskrevet i dokumentarbogen Hana's Suitcase af Karen Levine, som blev udgivet i Canada i 2002.
Sammen med sin ældre bror, George, blev Hana fængslet af nazisterne og sendt til Theresienstadt fordi hun var jøde. I 1944 blev hun overført til Auschwitz. Hendes bror overlevede fangeskabet, mens Hana omkom i gaskamret få timer efter hun ankom til lejren.